# Список банков, лишённых лицензии в 2002 году (Россия)

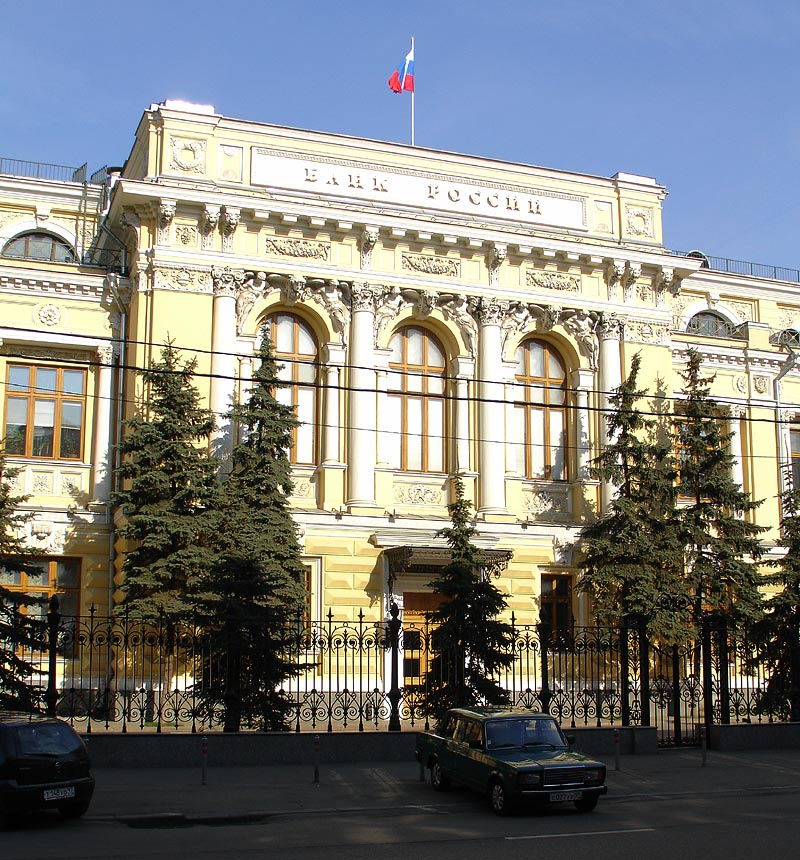
Здание Центрального Банка России на Неглинной

В список включены все кредитные организации России, у которых в 2002 году была отозвана или аннулирована лицензия на осуществление банковской деятельности.
В 2002 году Центральным Банком России были отозваны 24 лицензий у кредитных организаций, также у 5 кредитных организаций лицензии были аннулированы. Больше всего кредитных организаций лишились лицензий в декабре, в этом месяце были отозваны лицензии у трёх организаций и у трёх банков лицензии были аннулированы. Меньше всего в июле — в этом месяце ни отзывы ни аннулирования лицензий не проводились.

## Легенда
Список разбит на два раздела по полугодиям 2002 года. Внутри разделов организации отсортированы по месяцам, внутри месяца по датам закрытия, внутри одной даты по номеру документа об отзыве или аннулировании лицензии.

| Таблица: - Дата — дата отзыва/аннулирования лицензии. - Приказ — номер приказа или иного документа об отзыве/аннулировании лицензии. - Регион — населённый пункт или регион регистрации банка. - Причина — основные причины отзыва или аннулирования лицензии организации. Выделение строк цветом: - — выделение светло-зелёным цветом означает, что лицензия организации была аннулирована. - — выделение светло-жёлтым цветом означает, что лицензия организации была отозвана. | Сокращения: - АКБ — акционерный коммерческий банк. - АО — акционерное общество. - ЗАО — закрытое акционерное общество. - КБ — коммерческий банк. - КТБ — коммерческий торговый банк. - ОАО — открытое акционерное общество. - ООО — общество с ограниченной ответственностью. |

## 1 полугодие
В разделе приведены все кредитные организации, у которых в 1-м полугодии 2002 года была отозвана или аннулирована лицензия.
| Наименование                                                                                 | Основ. | Лиц. | Дата       | Приказ | Регион | Причина | Прим.         |
| -------------------------------------------------------------------------------------------- | ------ | ---- | ---------- | ------ | ------ | --- | ------------- |
| Январь                                                                                       |        |      |            |        |        | |               |
| ООО «Тюменский индустриально-коммерческий банк» («ТИКБ»)                                     | 1994   | 2895 | 15.01.2002 | ОД-18  | Тюмень | Неисполнение федеральных законов, регулирующих банковскую деятельность. Неисполнение нормативных актов Банка России. Неисполнение банком в требований Банка России о приведении в соответствие величины уставного капитала и размера собственных средств.                                                                                        | [ 3 ] [ 4 ]   |
| ООО «ЕвроСибБанк» («ЕСБанк»)                                                                 | 1993   | 2476 | 15.01.2002 | ОД-19  | Москва | Неисполнение федеральных законов, регулирующих банковскую деятельность. Неисполнение нормативных актов Банка России. Задержка представления ежемесячной отчетности. | [ 5 ] [ 6 ]   |
| ООО КБ «Внешкредитбанк»                                                                      | 1995   | 3264 | 15.01.2002 | ОД-20  | Москва | Неисполнение федеральных законов, регулирующих банковскую деятельность. Неисполнение нормативных актов Банка России. Существенная недостоверность отчётности. Снижение величины достаточности капитала и размера собственных средств. Неспособность удовлетворить требования кредиторов и исполнить обязанности по уплате обязательных платежей. | [ 7 ] [ 8 ]   |
| Февраль                                                                                      |        |      |            |        |        | |               |
| ООО «Тульский коммерческий банк социально-экономического развития территории» («КСЭРТ-банк») | 1990   | 447  | 14.02.2002 | ОД-49  | Тула   | Присоединён к АКБ «Экспресс-Тула» | [ 9 ] [ 10 ]  |
| Март                                                                                         |        |      |            |        |        | |               |
| ЗАО АКБ «Соцкомбанк»                                                                         | 1990   | 461  | 05.03.2002 | ОД-98  | Москва | Неисполнение федеральных законов, регулирующих банковскую деятельность. Неисполнение нормативных актов Банка России. Существенная недостоверность и задержка отчётности. Неспособность исполнить обязанности по уплате обязательных платежей. | [ 11 ] [ 12 ] |
| Апрель                                                                                       |        |      |            |        |        | |               |
| ООО Анапский городской инвестиционный банк «Анапа-Инвест»                                    | 1992   | 1837 | 03.04.2002 | ОД-170 | Анапа  | Неисполнение федеральных законов, регулирующих банковскую деятельность. Неисполнение нормативных актов Банка России. Снижение величины достаточности капитала и размера собственных средств. Неспособность удовлетворить требования кредиторов и исполнить обязанности по уплате обязательных платежей.                                          | [ 13 ] [ 14 ] |
| ООО КБ «Союзный Банк Развития»                                                               | 1994   | 2642 | 03.04.2002 | ОД-172 | Москва | Неисполнение федеральных законов, регулирующих банковскую деятельность. Неисполнение нормативных актов Банка России. Задержка предоставления отчётности. | [ 15 ] [ 16 ] |
| ОАО АКБ «Инвестиционная Банковская Корпорация» («ИБК»)                                       | 1994   | 2979 | 30.04.2002 | ОД-269 | Москва | Неисполнение федеральных законов, регулирующих банковскую деятельность. Неисполнение нормативных актов Банка России. Задержка предоставления отчётности. Неспособность удовлетворить требования кредиторов и исполнить обязанности по уплате обязательных платежей.                                                                              | [ 17 ] [ 18 ] |
| Май                                                                                          |        |      |            |        |        | |               |
| ООО Коммерческий банк развития иностранного туризма «Интурбанк»                              | 1991   | 1328 | 13.05.2002 | ОД-278 | Москва | Неисполнение федеральных законов, регулирующих банковскую деятельность. Неисполнение нормативных актов Банка России. Неспособность удовлетворить требования кредиторов и исполнить обязанности по уплате обязательных платежей. | [ 19 ] [ 20 ] |
| ООО КБ «Развитие и финансирование международных акций» («РИФМА-Банк»)                        | 1991   | 1443 | 13.05.2002 | ОД-279 | Москва | Неисполнение федеральных законов, регулирующих банковскую деятельность. Неисполнение нормативных актов Банка России. Существенная недостоверность отчётности. Неспособность удовлетворить требования кредиторов и исполнить обязанности по уплате обязательных платежей.                                                                         | [ 21 ] [ 22 ] |
| ООО КБ «Второй Банк»                                                                         | 1994   | 3118 | 29.05.2002 | ОД-305 | Москва | Неисполнение федеральных законов, регулирующих банковскую деятельность. Неисполнение нормативных актов Банка России. | [ 23 ] [ 24 ] |
| Июнь                                                                                         |        |      |            |        |        | |               |
| ОАО «Международный Банк развития машиностроения» («МБР-Банк»)                                | 1991   | 1658 | 20.06.2002 | ОД-402 | Москва | Неисполнение федеральных законов, регулирующих банковскую деятельность. Неисполнение нормативных актов Банка России. Задержка и существенная недостоверность отчётности. Неспособность удовлетворить требования кредиторов и исполнить обязанности по уплате обязательных платежей.                                                              | [ 25 ] [ 26 ] |
| ООО КБ «Межрегиональный Расчетный Банк»                                                      | 1993   | 2521 | 27.06.2002 | ОД-435 | Москва | Неисполнение федеральных законов, регулирующих банковскую деятельность. Неисполнение нормативных актов Банка России. Задержка предоставления отчётности. | [ 27 ] [ 28 ] |

В ряде источников содержатся сведения об отзыве 13 мая 2002 года лицензии у АКБ «Объединенный промышленный банк», однако лицензия у этой кредитной организации была отозвана 20 августа 2003 года.

## 2 полугодие
В разделе приведены все кредитные организации, у которых во 2-м полугодии 2002 года была отозвана или аннулирована лицензия.
| Наименование                                                                 | Основ. | Лиц.   | Дата       | Приказ        | Регион      | Причина | Прим.         |
| ---------------------------------------------------------------------------- | ------ | ------ | ---------- | ------------- | ----------- | --- | ------------- |
| Август                                                                       |        |        |            |               |             | |               |
| ООО КБ «Национальный Торгово-Промышленный Банк» («НТПБ»)                     | 1994   | 3005   | 14.08.2002 | ОД-502        | Москва      | Неисполнение федеральных законов, регулирующих банковскую деятельность. Неисполнение нормативных актов Банка России. Задержка и существенная недостоверность отчётности. | [ 31 ] [ 32 ] |
| ОАО АКБ «Новатор»                                                            | 1993   | 2242   | 21.08.2002 | ОД-532        | Москва      | Неисполнение федеральных законов, регулирующих банковскую деятельность. Неисполнение нормативных актов Банка России. Задержка предоставления отчётности. Неспособность удовлетворить требования кредиторов и исполнить обязанности по уплате обязательных платежей. | [ 33 ] [ 34 ] |
| ООО КТБ «Комторгбанк»                                                        | 1991   | 219    | 21.08.2002 | ОД-534        | Москва      | Неисполнение федеральных законов, регулирующих банковскую деятельность. Неисполнение нормативных актов Банка России. Задержка и существенная недостоверность отчётности. | [ 35 ] [ 36 ] |
| НКО ООО «СНП Кредит»                                                         | 2000   | 3352-К | 28.08.2002 | ОД-540        | Тюмень      | Неисполнение федеральных законов, регулирующих банковскую деятельность. Неисполнение нормативных актов Банка России. Существенная недостоверность отчётности. Снижение величины достаточности капитала и размера собственных средств. Неисполнение банком в требований Банка России о приведении в соответствие величины уставного капитала и размера собственных средств. | [ 37 ] [ 38 ] |
| Сентябрь                                                                     |        |        |            |               |             | |               |
| ООО КБ «Заречный»                                                            | 1990   | 599    | 17.09.2002 | 2024200002286 | Новокузнецк | Присоединён к АКБ «Бизнес-Сервис-Траст». | [ 39 ] [ 40 ] |
| ООО Коммерческий банк социального развития «Якиманка»                        | 1991   | 313    | 20.09.2002 | ОД-605        | Москва      | Неисполнение федеральных законов, регулирующих банковскую деятельность. Неисполнение нормативных актов Банка России. Существенная недостоверность отчётности. | [ 41 ] [ 42 ] |
| ООО Молодежный коммерческий банк «ДАИР»                                      | 1991   | 1520   | 20.09.2002 | ОД-607        | Уфа         | Неисполнение федеральных законов, регулирующих банковскую деятельность. Неисполнение нормативных актов Банка России. Существенная недостоверность отчётности. Неисполнение банком в требований Банка России о приведении в соответствие величины уставного капитала и размера собственных средств.                                                                         | [ 43 ] [ 44 ] |
| Октябрь                                                                      |        |        |            |               |             | |               |
| ЗАО Калининградский коммерческий банк «Атлантбанк»                           | 1993   | 2446   | 10.10.2002 | ОД-672        | Калининград | Неисполнение федеральных законов, регулирующих банковскую деятельность. Неисполнение нормативных актов Банка России. Существенная недостоверность отчётности. Неспособность удовлетворить требования кредиторов и исполнить обязанности по уплате обязательных платежей.                                                                                                   | [ 45 ] [ 46 ] |
| ОАО «Акционерный коммерческий банк развития местного хозяйства» («Местбанк») | 1991   | 373    | 10.10.2002 | ОД-674        | Москва      | Неисполнение федеральных законов, регулирующих банковскую деятельность. Неисполнение нормативных актов Банка России. Неспособность удовлетворить требования кредиторов и исполнить обязанности по уплате обязательных платежей. | [ 47 ] [ 48 ] |
| Ноябрь                                                                       |        |        |            |               |             | |               |
| ООО КБ «Межотраслевой инвестиционный банк» («Межинвестбанк»)                 | 1994   | 3142   | 01.11.2002 | ОД-720        | Москва      | Неисполнение федеральных законов, регулирующих банковскую деятельность. Неисполнение нормативных актов Банка России. Задержка предоставления отчётности. | [ 49 ] [ 50 ] |
| Декабрь                                                                      |        |        |            |               |             | |               |
| ЗАО «АИГ Инвестиционный Банк»                                                | 1993   | 2277   | 04.12.2002 | ОД-785        | Москва      | Решение участников банка о его добровольной ликвидации. | [ 51 ] [ 52 ] |
| ЗАО НКО «Волга-Теза»                                                         | 2001   | 3387-К | 11.12.2002 | ОД-797        | Иваново     | Неисполнение федеральных законов, регулирующих банковскую деятельность. Неисполнение нормативных актов Банка России. Снижение величины достаточности капитала и размера собственных средств. Неисполнение банком в требований Банка России о приведении в соответствие величины уставного капитала и размера собственных средств.                                          | [ 53 ] [ 54 ] |
| ОАО КБ «Первый Городской Банк»                                               | 1992   | 234    | 19.12.2002 | ОД-810        | Москва      | Неисполнение федеральных законов, регулирующих банковскую деятельность. Неисполнение нормативных актов Банка России. Неспособность удовлетворить требования кредиторов и исполнить обязанности по уплате обязательных платежей. | [ 55 ] [ 56 ] |
| ООО КБ «Стройинвест»                                                         | 1992   | 69     | 19.12.2002 | ОД-811        | Москва      | Неисполнение федеральных законов, регулирующих банковскую деятельность. Неисполнение нормативных актов Банка России. нижение величины достаточности капитала и размера собственных средств. Неисполнение банком в требований Банка России о приведении в соответствие величины уставного капитала и размера собственных средств.                                           | [ 57 ] [ 58 ] |
| ЗАО АКБ «Юганскнефтебанк»                                                    | 1991   | 389    | 31.12.2002 | 2028600006158 | Нефтеюганск | Присоединены к банку «Менатеп Санкт-Петербург». | [ 59 ] [ 60 ] |
| ОАО АКБ «Нефтеэнергобанк»                                                    | 1994   | 3097   | 31.12.2002 | 2027000006548 | Томск       | Присоединены к банку «Менатеп Санкт-Петербург». | [ 61 ] [ 62 ] |

## Статистика

### Закрытие по месяцам
| Закрытие по месяцам | Закрытие по месяцам | Закрытие по месяцам | Закрытие по месяцам | Закрытие по месяцам |
| Месяц               |                     |                     |                     | Количество          |
| ------------------- | ------------------- | ------------------- | ------------------- | ------------------- |
| Январь              |                     |                     | 3                   |                     |
| Февраль             |                     |                     | 1                   |                     |
| Март                |                     |                     | 1                   |                     |
| Апрель              |                     |                     | 3                   |                     |
| Май                 |                     |                     | 3                   |                     |
| Июнь                |                     |                     | 2                   |                     |
| Июль                |                     |                     | 0                   |                     |
| Август              |                     |                     | 4                   |                     |
| Сентябрь            |                     |                     | 3                   |                     |
| Октябрь             |                     |                     | 2                   |                     |
| Ноябрь              |                     |                     | 1                   |                     |
| Декабрь             |                     |                     | 6                   |                     |

### Комментарии
1. ↑  По инициативе Банка России, согласно требований статьи 20 Федерального закона «О банках и банковской деятельности».
2. ↑  По инициативе собственников компании или в порядке её реорганизации.
3. ↑  В ряде источников указана другая дата ликвидации банка — 26 марта 2003 года, однако сведения о деятельности организации после 15 января 2002 года отсутствуют.
4. ↑  В ряде источников указана другая дата ликвидации банка — 24 декабря 2004 года, однако сведения о деятельности организации после 15 января 2002 года отсутствуют.
5. ↑  В ряде источников указана другая дата ликвидации банка — 29 сентября 2004 года, однако сведения о деятельности организации после 15 января 2002 года отсутствуют.
6. ↑  В ряде источников указана другая дата ликвидации банка — 23 июня 2004 года, однако сведения о деятельности организации после 5 марта 2002 года отсутствуют.
7. ↑  В ряде источников указана другая дата ликвидации банка — 25 августа 2005 года, однако сведения о деятельности организации после 3 апреля 2002 года отсутствуют.
8. ↑  В ряде источников указана другая дата ликвидации банка — 16 марта 2004 года, однако сведения о деятельности организации после 3 апреля 2002 года отсутствуют.
9. ↑  В ряде источников указана другая дата ликвидации банка — 22 декабря 2004 года, однако сведения о деятельности организации после 30 апреля 2002 года отсутствуют.
10. ↑  В ряде источников указана другая дата ликвидации банка — 30 мая 2006 года, однако сведения о деятельности организации после 13 мая 2002 года отсутствуют.
11. ↑  В ряде источников указана другая дата ликвидации банка — 23 августа 2005 года, однако сведения о деятельности организации после 13 мая 2002 года отсутствуют.
12. ↑  В ряде источников указана другая дата ликвидации банка — 7 июня 2004 года, однако сведения о деятельности организации после 29 мая 2002 года отсутствуют.
13. ↑  В ряде источников указана другая дата ликвидации банка — 18 апреля 2005 года, однако сведения о деятельности организации после 20 июня 2002 года отсутствуют.
14. ↑  В ряде источников указана другая дата ликвидации банка — 12 апреля 2004 года, однако сведения о деятельности организации после 27 июня 2002 года отсутствуют.
15. ↑  В ряде источников указана другая дата ликвидации банка — 3 марта 2006 года, однако сведения о деятельности организации после 14 августа 2002 года отсутствуют.
16. ↑  В ряде источников указана другая дата ликвидации банка — 9 марта 2005 года, однако сведения о деятельности организации после 21 августа 2002 года отсутствуют.
17. ↑  В ряде источников указана другая дата ликвидации банка — 19 января 2005 года, однако сведения о деятельности организации после 21 августа 2002 года отсутствуют.
18. ↑  В ряде источников указана другая дата ликвидации банка — 20 января 2004 года, однако сведения о деятельности организации после 28 августа 2002 года отсутствуют.
19. ↑  В ряде источников указана другая дата ликвидации банка — 13 декабря 2005 года, однако сведения о деятельности организации после 20 сентября 2002 года отсутствуют.
20. ↑  В ряде источников указана другая дата ликвидации банка — 27 мая 2004 года, однако сведения о деятельности организации после 20 сентября 2002 года отсутствуют.
21. ↑  В ряде источников указана другая дата ликвидации банка — 30 ноября 2005 года, однако сведения о деятельности организации после 10 октября 2002 года отсутствуют.
22. ↑  В ряде источников указана другая дата ликвидации банка — 1 июля 2005 года, однако сведения о деятельности организации после 10 октября 2002 года отсутствуют.
23. ↑  В ряде источников указана другая дата ликвидации банка — 9 июня 2005 года, однако сведения о деятельности организации после 1 ноября 2002 года отсутствуют.
24. ↑  В ряде источников указана другая дата ликвидации банка — 19 апреля 2004 года, однако сведения о деятельности организации после 4 декабря 2002 года отсутствуют.
25. ↑  В ряде источников указана другая дата ликвидации банка — 16 мая 2005 года, однако сведения о деятельности организации после 11 декабря 2002 года отсутствуют.
26. ↑  В ряде источников указана другая дата ликвидации банка — 6 апреля 2004 года, однако сведения о деятельности организации после 19 декабря 2002 года отсутствуют.
27. ↑  В ряде источников указана другая дата ликвидации банка — 21 апреля 2006 года, однако сведения о деятельности организации после 19 декабря 2002 года отсутствуют.